# NGC 6877
NGC 6877 (другие обозначения — PGC 64457, ESO 73-36, AM 2014-710) — эллиптическая галактика (E6) в созвездии Павлин.
Этот объект входит в число перечисленных в оригинальной редакции «Нового общего каталога».